# Ringo Starr & His All Starr Band Live 2006
Ringo Starr & His All Starr Band Live 2006 ist das 29. Album, beziehungsweise das zehnte Livealbum von Ringo Starr nach der Trennung der Beatles. Es wurde am 4. August 2008 in Europa (USA: 8. Juli 2008) veröffentlicht.

## Entstehungsgeschichte

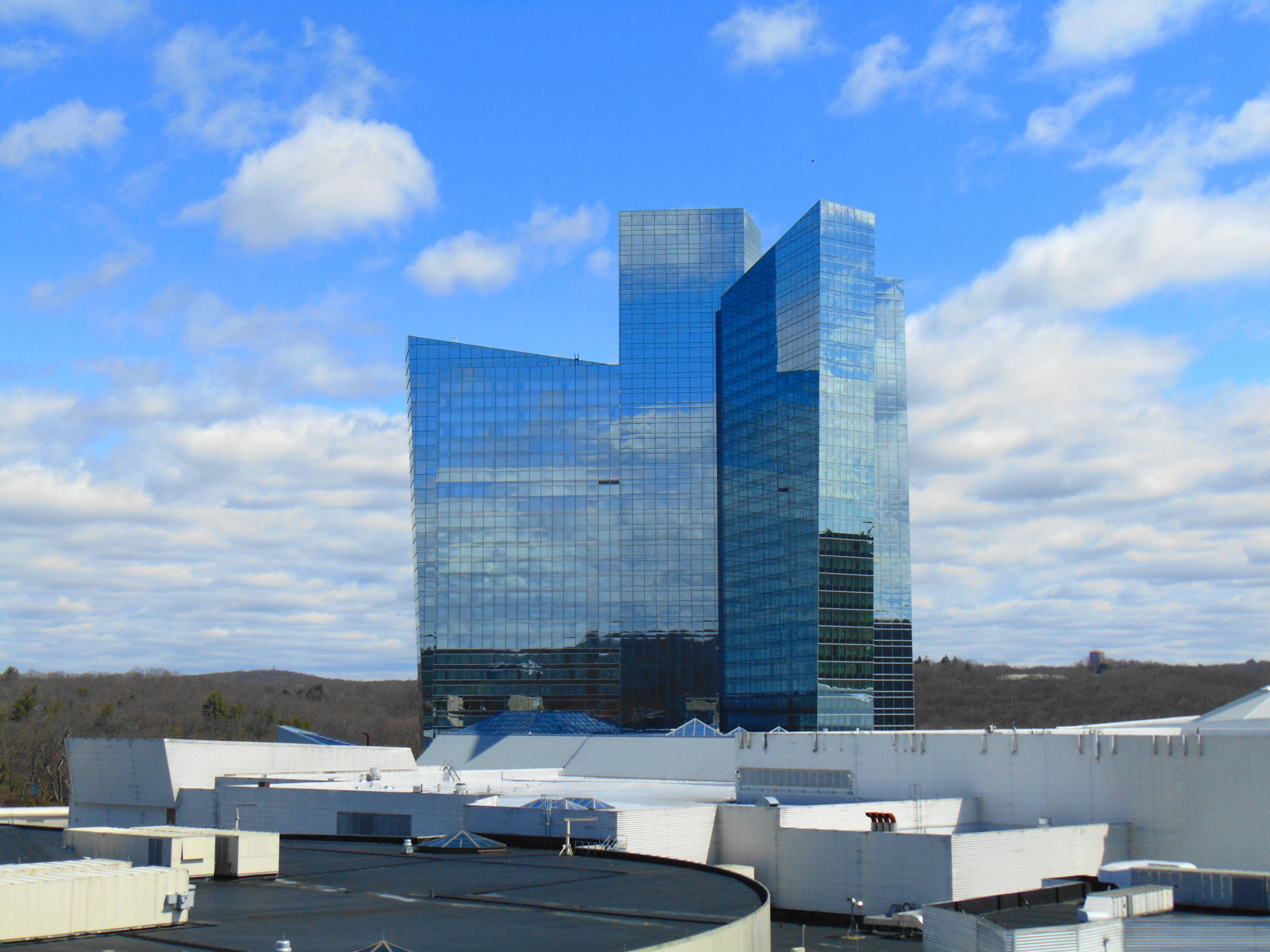
Das Kasino Mohegan Sun in Uncasville

Nach dem Erscheinen des Studioalbums Choose Love im Juni 2005 begab sich Ringo Starr erst wieder vom 14. Juni bis zum 20. Juli 2006 auf eine USA-Tournee und gab mit der Ninth All-Starr-Band 26 Konzerte. Am 16. Juli 2006 wurde das Konzert im Kasino Mohegan Sun in Uncasville (Connecticut) aufgezeichnet und als siebte und letzte Ringo-Starr-CD von Koch Records zwei Jahre später veröffentlicht.
Das vollständige Programm der Konzerte der Tournee des Jahres 2006 war wie folgt:
1. With a Little Help from My Friends / It Don’t Come Easy
2. What Goes On
3. Honey Don’t
4. Everybody Wants You (Billy Squier)
5. Free Ride (Edgar Winter)
6. A Love Bizarre (Sheila E.)
7. Boys
8. Don’t Mean Nothing (Richard Marx)
9. She’s Not There (Rod Argent)
10. Never without You
11. Yellow Submarine
12. Dying to Live oder Fly Away (Edgar Winter und Rod Argent)
13. Right Here Waiting (Richard Marx)
14. Ramblin’ on My Mind (Billy Squier und Edgar Winter)
15. Time of the Season (Rod Argent)
16. Frankenstein (Edgar Winter)
17. Photograph
18. Choose Love
19. Should’ve Known Better (Richard Marx)
20. The Glamorous Life (Sheila E.)
21. I Wanna Be Your Man
22. Rock Me Tonite (Billy Squier)
23. Hold Your Head Up (Rod Argent)
24. Act Naturally
25. Memphis in Your Mind
26. With a Little Help from My Friends

Acht der 18 Lieder der CD wurden von Ringo Starr gesungen.

## Covergestaltung
Der Designer des Covers wird im CD-Begleitheft nicht aufgeführt. Die Coverfotos wurden von Rob Shanahan und Henry Diltz aufgenommen. Der CD liegt ein aufklappbares bebildertes vierseitiges Begleitheft bei, das Informationen zum Album und zum Konzert enthält.

## Titelliste
1. Eröffnung: With a Little Help from My Friends (Lennon/McCartney) / It Don’t Come Easy (Richard Starkey a) – 3:58
2. What Goes On (John Lennon/Paul McCartney/Richard Starkey) – 3:13
3. Honey Don’t (Carl Perkins) – 2:36
4. Everybody Wants You (Billy Squier) – 5:20
  - Gesungen von Billy Squier
5. Free Ride (Daniel Earl Hartman) – 4:41
  - Gesungen von Edgar Winter
6. A Love Bizarre (Prince/Sheila E) – 4:25
  - Gesungen von Sheila E.
7. Don’t Mean Nothing (Richard Marx/Bruce Gaitsch) – 5:09
  - Gesungen von Richard Marx
8. She’s Not There (Rod Argent) – 4:18
  - Gesungen von Rod Argent
9. Yellow Submarine (Lennon/McCartney) – 3:40
10. Frankenstein (Edgar Winter) – 8:00
  - Instrumentaltitel von Edgar Winter
11. Photograph (Richard Starkey/George Harrison) – 4:02
12. Should’ve Known Better (Richard Marx) – 5:01
  - Gesungen von Richard Marx
13. The Glamorous Life (Sheila E.) – 3:03
  - Gesungen von Sheila E.
14. I Wanna Be Your Man (Lennon/McCartney) – 3:27
15. Rock Me Tonite (Billy Squier) – 6:20
  - Gesungen von Billy Squier
16. Hold Your Head Up (Rod Argent/Chris White) – 3:52
  - Gesungen von Rod Argent
17. Act Naturally (Johnny Russell/Voni Morrison) – 3:00
18. With a Little Help from My Friends (Lennon/McCartney) – 5:49

## Wiederveröffentlichungen
Die CD-Veröffentlichung aus dem Jahr 2008 wurde bisher nicht neu remastert.

## Single-Auskopplungen
Aus dem Album wurden keine Singleauskopplungen vorgenommen.

## Chartplatzierungen
Das Album verfehlte Notierungen in den offiziellen Albumcharts.

## Sonstiges
- Eine Veröffentlichung als LP erfolgte nicht.
- Im August 2008 wurde eine DVD in einer 5.1-Abmischung mit dem Titel Ringo Starr & His All Starr Band Live 2006 veröffentlicht, diese enthält folgende Lieder:

1. Introduction
2. It Don’t Come Easy
3. What Goes On
4. Honey Don’t
5. Everybody Wants You (Billy Squier)
6. Free Ride (Edgar Winter)
7. A Love Bizarre (Sheila E.)
8. Boys
9. Don’t Mean Nothing (Richard Marx)
10. She’s Not There (Rod Argent)
11. Never without You
12. Yellow Submarine
13. Dying to Live (Edgar Winter)
14. Right Here Waiting (Richard Marx)
15. Ramblin’ on My Mind (Billy Squier)
16. Time of the Season (Rod Argent)
17. Frankenstein (Edgar Winter)
18. Photograph
19. Choose Love
20. Should’ve Known Better (Richard Marx)
21. The Glamorous Life (Sheila E.)
22. I Wanna Be Your Man
23. Rock Me Tonite (Billy Squier)
24. Hold Your Head Up (Rod Argent)
25. Act Naturally
26. Memphis in Your Mind
27. With a Little Help from My Friends